# اللشت
قرية اللشت هي إحدى القرى التابعة لمركز العياط في محافظة الجيزة في جمهورية مصر العربية. حسب إحصاءات سنة 2006، بلغ إجمالي السكان في اللشت 6934 نسمة، منهم 3618 رجل و3316 امرأة. تعد قرية اللشت من المواقع الأثرية، حيث يوجد بها بعض الآثار الفرعونية، وبالقرب منها هرمين.